# 北海道道214号川西芽室音更線
北海道道214号川西芽室音更線（ほっかいどうどう214ごう かわにしめむろおとふけせん）は、北海道帯広市と河東郡音更町を結ぶ一般道道である。

## 概要

### 路線データ
- 起点：北海道帯広市川西町基線57（国道236号交点）
- 終点：北海道河東郡音更町字東士狩北6線18（北海道道133号音更新得線交点）
- 総延長：26.8km

## 歴史
- 1954年（昭和29年）3月30日 - 80号として路線認定[1]。
- 1994年（平成6年）10月1日 - 路線番号を214号に変更[2]。

## 路線状況

### 重複区間
- 帯広市西23条北1丁目 - 帯広市西22条北1丁目（国道38号）
- 帯広市西22条北5丁目 - 音更町字然別北5線西37（北海道道75号帯広新得線）

### 主な橋梁
- 南九線橋（帯広川） - 芽室町北伏古東、芽室町北伏古南
- 境橋（帯広川） - 帯広市西24条南6丁目
- 新川橋（帯広川） - 帯広市西23条南4丁目
- 中島橋（十勝川） - 帯広市西23条北3丁目
  - 2020年8月5日に新橋に架け替えられた。[3]
- 国見橋（然別川） - 音更町字然別北（道道75号重複区間）

## 地理

### 通過する自治体
- 十勝総合振興局
  - 帯広市
  - 河西郡芽室町
  - 河東郡音更町

### 主な接続道路
帯広市
- 国道236号- 川西町基線57（起点）
- 北海道道240号上札内帯広線 - 川西町西3線
- 北海道道216号八千代帯広線 - 別府町南15線

芽室町
- 帯広広尾自動車道との立体交差のみ

帯広市
- 北海道道715号芽室東四条帯広線 - 西24条南2丁目
- 国道38号 - 西23条北1丁目、西22条北1丁目（重複）
- 北海道道440号西帯広停車場線 - 西23条北1丁目（国道38号重複区間）
- 北海道道75号帯広新得線 - 西22条北5丁目（重複）

音更町
- 北海道道75号帯広新得線 - 然別北5線西37（重複）
- 北海道道239号熊牛音更線 - 東士狩西6線53
- 北海道道133号音更新得線 - 東士狩北6線18（終点）